# Daciano (prefetto)
Daciano (in latino Dacianus, in francese Dacien; in spagnolo Daciano; in catalano Dacià) è stato un proconsole romano, che rappresentò nella Penisola Iberica ed in Aquitania gl'imperatori Diocleziano e Massimiano, agli inizi del IV secolo.

## Leggenda
La sua reale esistenza è poco o punto documentata storicamente, ma il suo nome è citato in molte leggende agiografiche, la Leggenda Aurea di Giacomo da Voragine (o Jacopo da Varagine).
Attraverso queste storie, Daciano diventa l'archetipo di proconsole, o prefetto, o governatore, eseguendo con zelo e crudeltà gli ordini venuti da Roma nella persecuzione dei cristiani.
Gli si attribuiscono i martirii di molti santi e sante della Spagna, della Francia meridionale ed altrove, il tutto in un brevissimo periodo di tempo, negli anni 303 e 304 dopo Cristo, corrispondenti alle grandi persecuzioni ordinate da Diocleziano.
È anche possibile che ci sia stata confusione, od influenza di nomi tra Daciano e l'imperatore romano Decio.
Lo schema della storia è spesso lo stesso: il proconsole dapprima tenta di persuadere il santo a rinunciare alla sua credenza, al bisogno con dei regali, poi lo consegna ai carnefici con una grande varietà di supplizi, da cui il santo esce miracolosamente indenne, mentre i carnefici stessi, o gli assistenti, sono vittime delle loro macchine infernali.
Tali miracoli portano alla conversione di un gran numero di assistenti, ma non a quella del proconsole. Infine, è un'arma bianca (spada, pugnale, ascia), che mette fine alla vita del santo.
Se la maggior parte dei "prefetti" ha ciascuno una vittima (Quinziano: Sant'Agata, Ollario: Santa Margherita, ecc.), Daciano ne avrebbe un gran numero al suo attivo.
Daciano sembra sopravvivere a tutte le sue vittime. Tuttavia, i testi medievali raccontano la sua morte e quella dei suoi compagni, che avviene dopo aver fatto subire il martirio a San Giorgio, perché sono colpiti da un fulmine.

## Iconografia

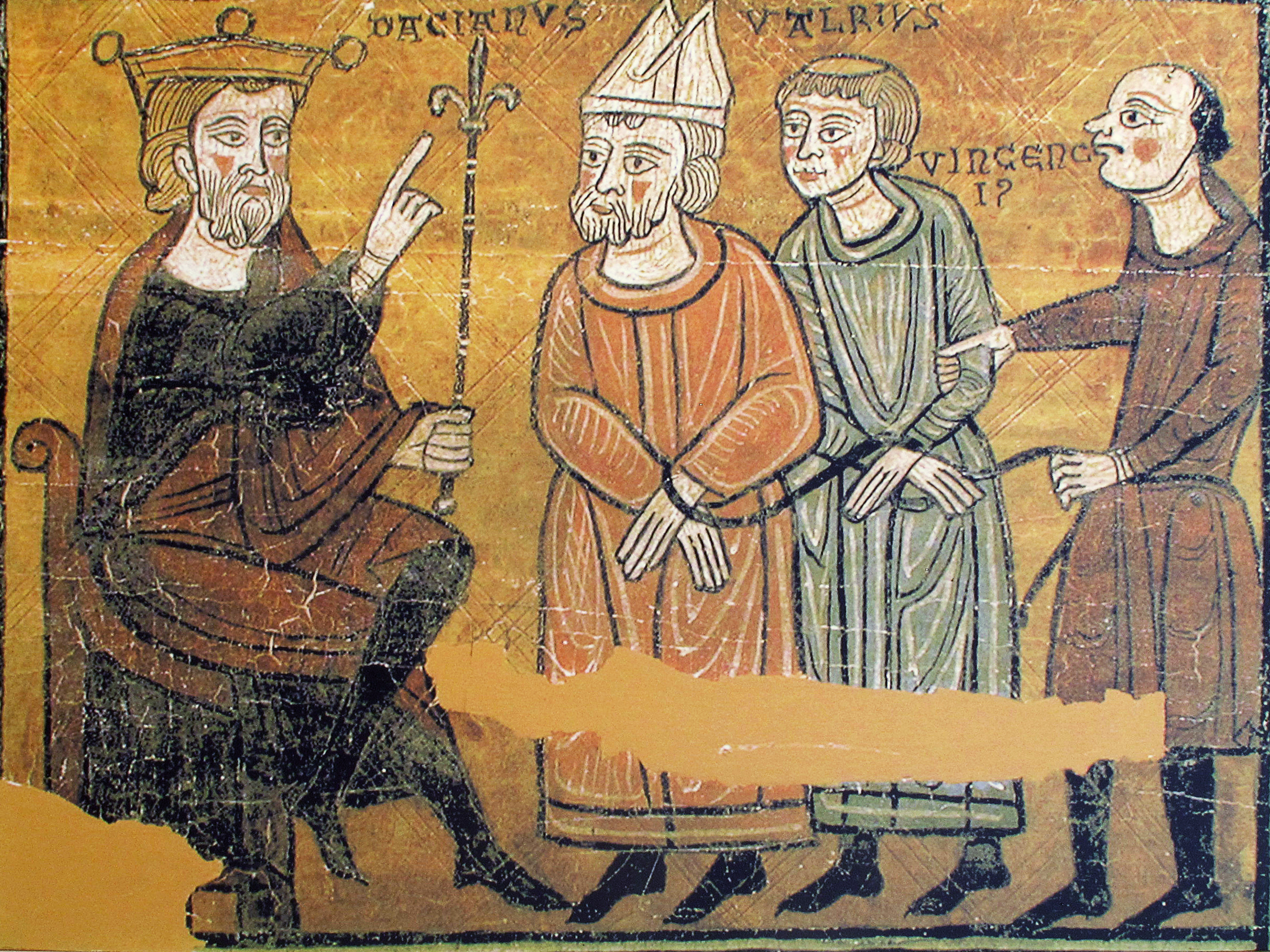
Il prefetto Daciano giudica i Santi Valerio e Vicente

Un'immagine di Dacianus la troviamo in un'iniziale istoriata relativa a San Vincenzo di Saragozza risalente alla fine del Duecento conservata al Museo Amedeo Lia. Nella scena, inserita nella lettera S, si vede Daciano mentre condanna al martirio il Santo tramite il supplizio della graticola, lo stesso martirio subito da San Lorenzo, da notare tra l'altro che i due santi condividono lo stesso luogo di nascita, Huesca. Ritroviamo Daciano giudicante i Santi Valerio e Vicente in una pergamena del XIII secolo conservata alla Cattedrale magistrale di Alcalá de Henares.